# (58671) Diplodocus
(58671) Diplodocus est un astéroïde de la ceinture principale.

## Description
(58671) Diplodocus est un astéroïde de la ceinture principale. Il fut découvert par Cynthia Gustava et Keith Rivich le 25 décembre 1997 à Needville. Il présente une orbite caractérisée par un demi-grand axe de 2,463 UA, une excentricité de 0,1 et une inclinaison de 6,576° par rapport à l'écliptique.
Il fut nommé d'après le diplodocus.

## Compléments